# Salon doré

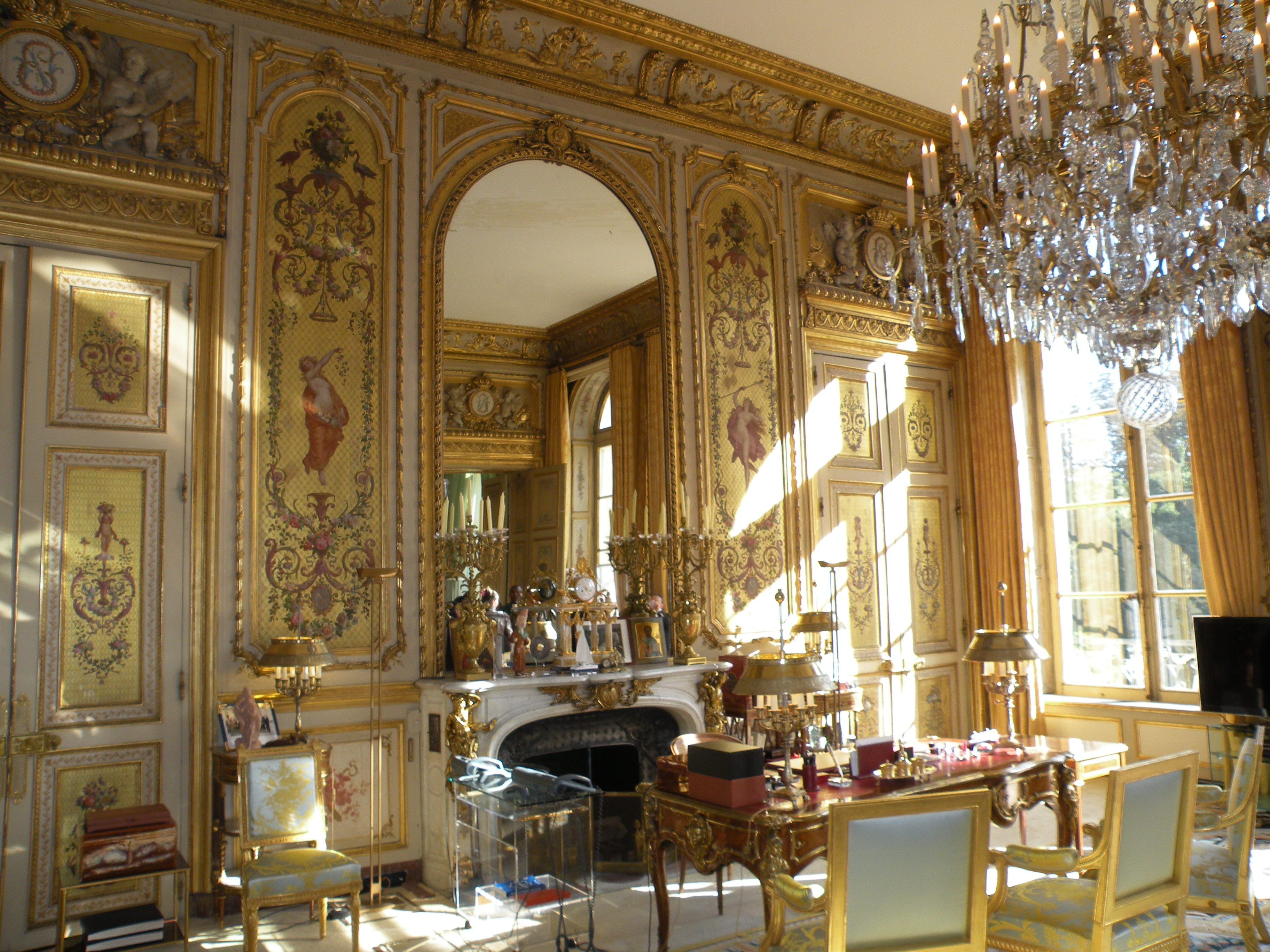
Le salon doré.

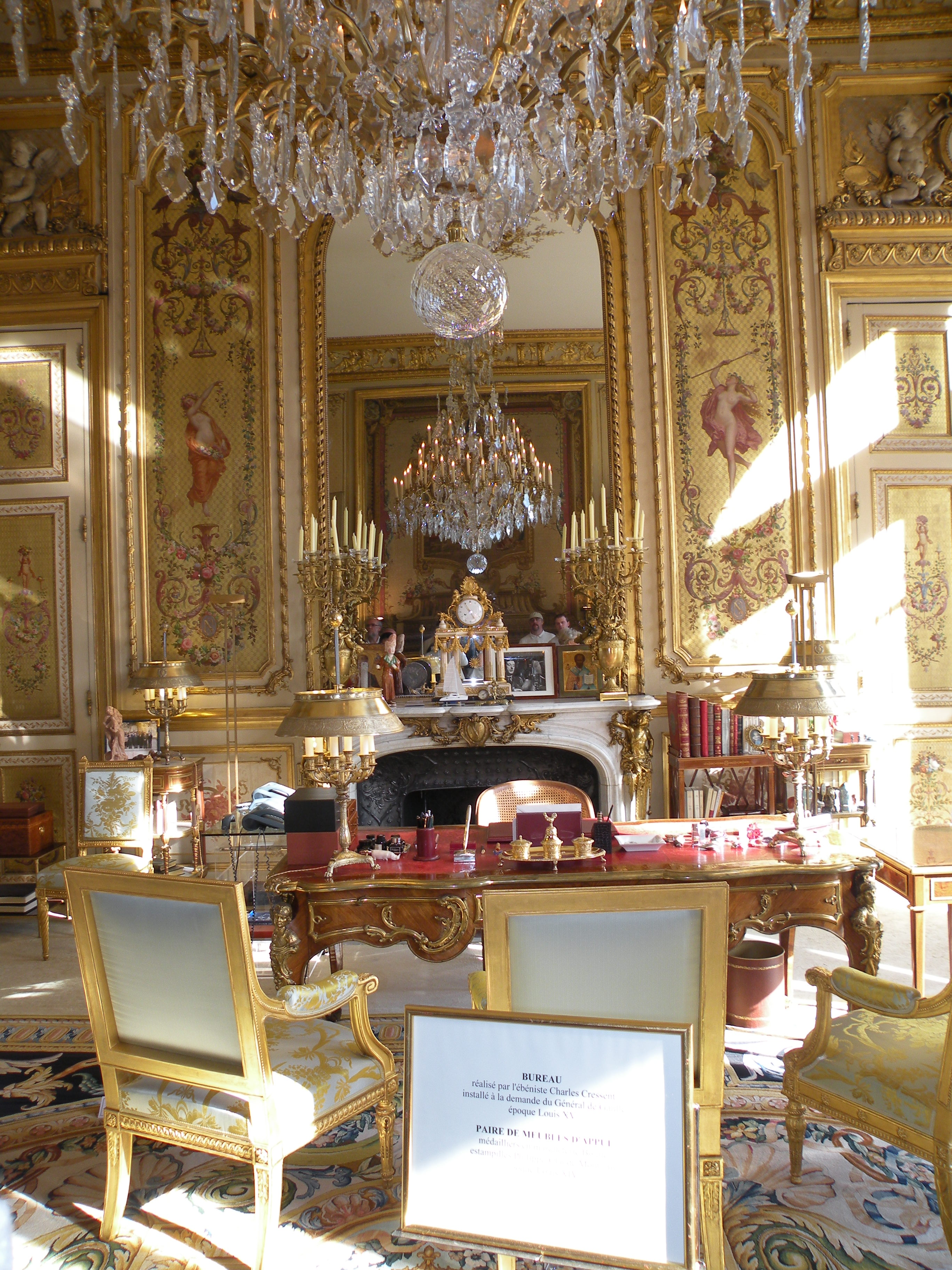

Le Salon doré est une pièce du palais de l'Élysée. Il accueille le bureau officiel du président de la République depuis Charles de Gaulle, exception faite de Valéry Giscard d'Estaing.

## Description
Le Salon doré est une vaste pièce située au centre du palais de l’Élysée. Il a vue sur le parc.

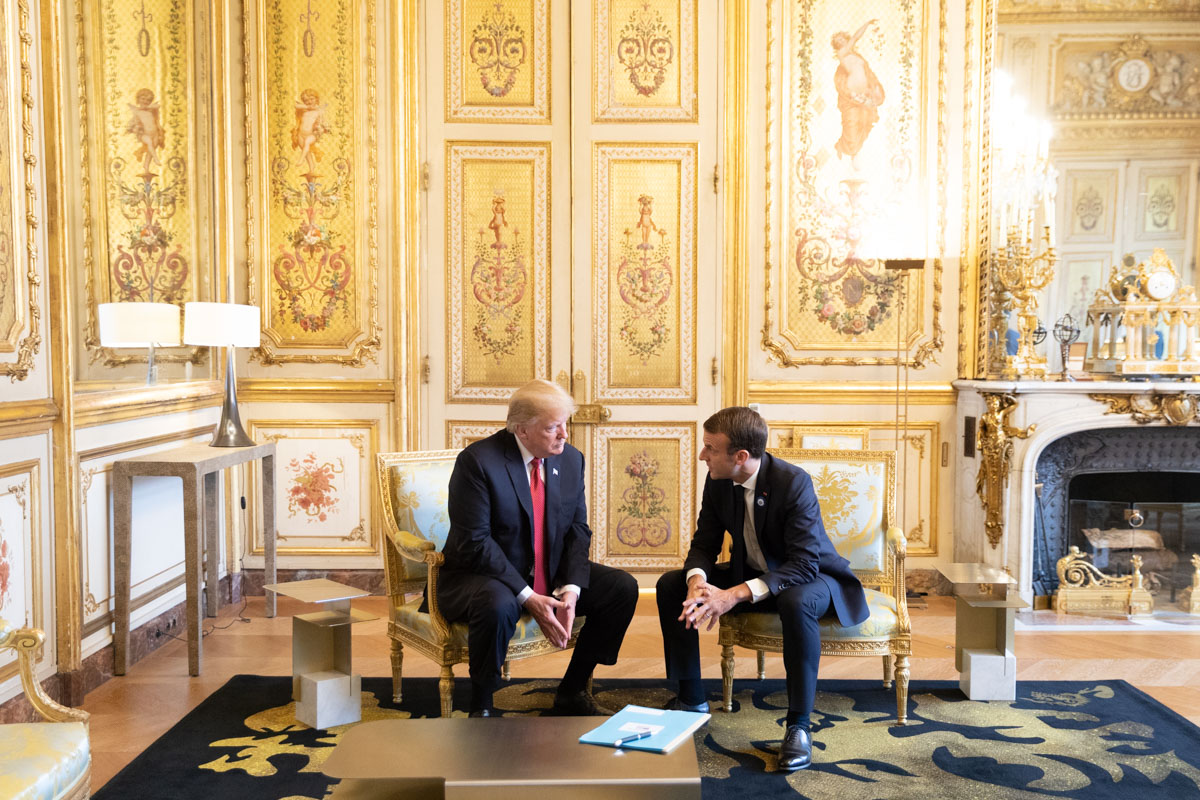
Emmanuel Macron et Donald Trump conversant dans le Salon doré, le 10 novembre 2018.

## Histoire

### Sous l'Ancien Régime
Le Salon doré est, à l'origine, le grand salon de Madame de Pompadour. 

### Sous le Second Empire
Le Salon doré est décoré en 1861 par Ovide Savreux (sculpture) et Jean-Louis Godon (peintures) pour l’impératrice Eugénie, qui s'en sert comme d'une chambre. Il est notamment orné de tapisseries des Gobelins, dont surtout celle des Muses et d'un lustre Second Empire à 56 lumières en bronze doré et cristaux. 
Les dessus-de-portes représentent un N et un E entrelacés, monogramme de Napoléon III et de son épouse, l'impératrice Eugénie. À cette occasion est installé dans la pièce un lit à colonnes recouvert de damas vert de la maison lyonnaise Mathevon et Bouvard réalisé en 1867 dans le style Louis XVI. Le toit du lit est recouvert du monogramme E porté par deux chérubins, à l'image de ceux qu'on retrouve en dessus-de-porte dans la pièce. Haut de 4 mètres de long, il quitte le palais après le Second Empire et est actuellement conservé au château de Compiègne.
On y accède par quatre portes, chacune située dans un angle. Le bureau possède trois grandes fenêtres qui donnent sur un balcon.

### Sous la Troisième République
Le Salon doré sert principalement de salon de réception en honneur des grands invités du palais. Le président Émile Loubet s'y entretient par exemple avec le roi Édouard VII en 1903.

### Sous la Cinquième République

#### Présidence de Charles de Gaulle
Charles de Gaulle, une fois devenu président de la République, choisit cette vaste pièce pour en faire son bureau et y fait notamment installer le bureau plat de Louis XV en bois de violette, chef-d'œuvre réalisé au XVIIIe siècle par l'ébéniste et sculpteur Charles Cressent réalisé au XVIIIe siècle, vers 1750. Il y installe aussi trois fauteuils, un canapé, six chaises Empire issues de l'ancien salon de Joséphine de Beauharnais au palais des Tuileries, une grande table ronde en acajou et deux consoles de style Louis XVI et le tapis Louis XIV  de la manufacture de la Savonnerie ayant pour thème principal « L'Amour triomphant » réalisé d'après des dessins de Charles Le Brun pour orner la Grande Galerie du Louvre. Le bureau de Cressent était entré dans le mobilier du palais en 1885 à la demande du président Félix Faure, qui le place dans son bureau au rez-de-chaussée de l'aile est (dans l'actuelle bibliothèque) ; après de Gaulle, il restera le bureau du Président sous Georges Pompidou, François Mitterrand (1er septennat), Jacques Chirac, Nicolas Sarkozy, François Hollande et Emmanuel Macron (1er quinquennat),.

#### Présidence de Valéry Giscard d'Estaing
Valéry Giscard d'Estaing ne fait pas du Salon doré son bureau quotidien, considérant « sacrilège » d'utiliser le même que Charles de Gaulle. Il lui préfère le salon d'Angle, d'ordinaire dévolu au directeur de cabinet. Il s'agit de l'ancienne « chambre de la Reine », située à l'angle sud-est de l'étage ; cette pièce lui permet surtout de quitter plus discrètement le palais via les appartements privés. Le Salon doré devient, pendant son septennat, un lieu de réunion du président de la République et de ses collaborateurs. Raymond Aron, Jean-Paul Sartre et André Glucksmann y sont invités par le président en 1979.

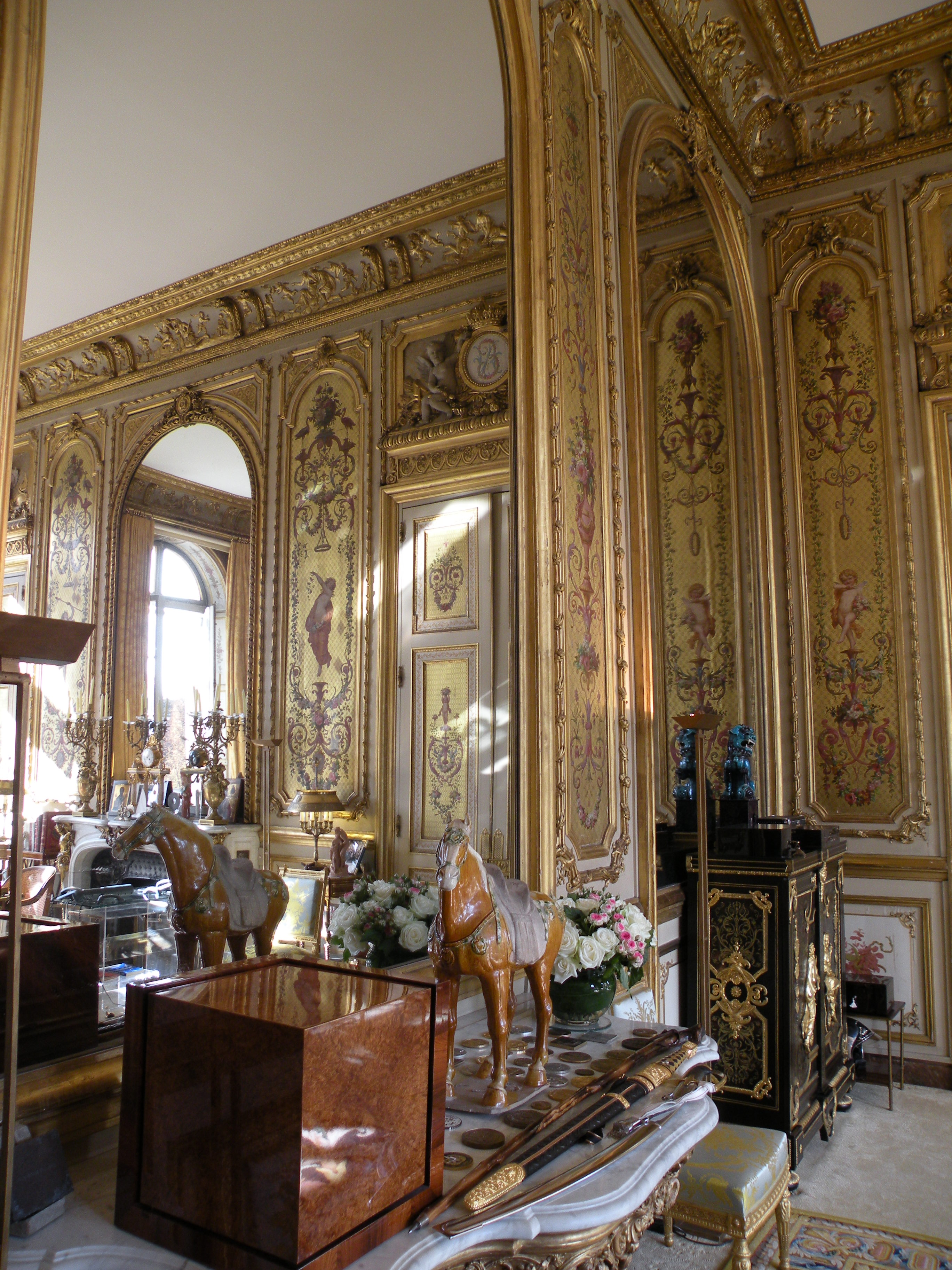

#### Présidence de François Mitterrand
François Mitterrand s'installe dans le Salon doré et réutilise d'abord le bureau jadis utilisé par Charles de Gaulle.
Le mobilier du Salon doré connaît une transformation entre 1988 et 1995. Mitterrand confie cette tâche en décembre 1983 au designer Pierre Paulin, déjà auteur de la transformation de trois pièces du rez-de-chaussée de l'aile est, dans les appartements privés, pour Georges Pompidou en 1971-1972. L'ensemble alors réalisé comprenait 21 meubles au ton dominant bleu avec des liserés en aluminium rouge : un bureau plat et sa console technique, une table basse, un salon de six fauteuils et un canapé, un siège de travail, quatre fauteuils visiteurs, trois tables guéridons, un meuble bas d'environ trois mètres de long, un chevalet et un meuble de télévision.
Avant son départ de la présidence en 1995, François Mitterrand fit remettre en place le mobilier d'origine et versa l'ensemble Paulin au Mobilier national.

#### Présidence de Nicolas Sarkozy
À son arrivée à l'Élysée en 2007, Nicolas Sarkozy fait installer à son bureau un fauteuil canné de style Louis XVI datant du XIXe siècle, provenant du ministère des Affaires étrangères, que conserve son successeur François Hollande.

#### Présidence de François Hollande
Le Salon doré est fermé pendant quelques semaines afin d'être rénové. Le bureau présidentiel est alors transféré au Salon des Portraits.

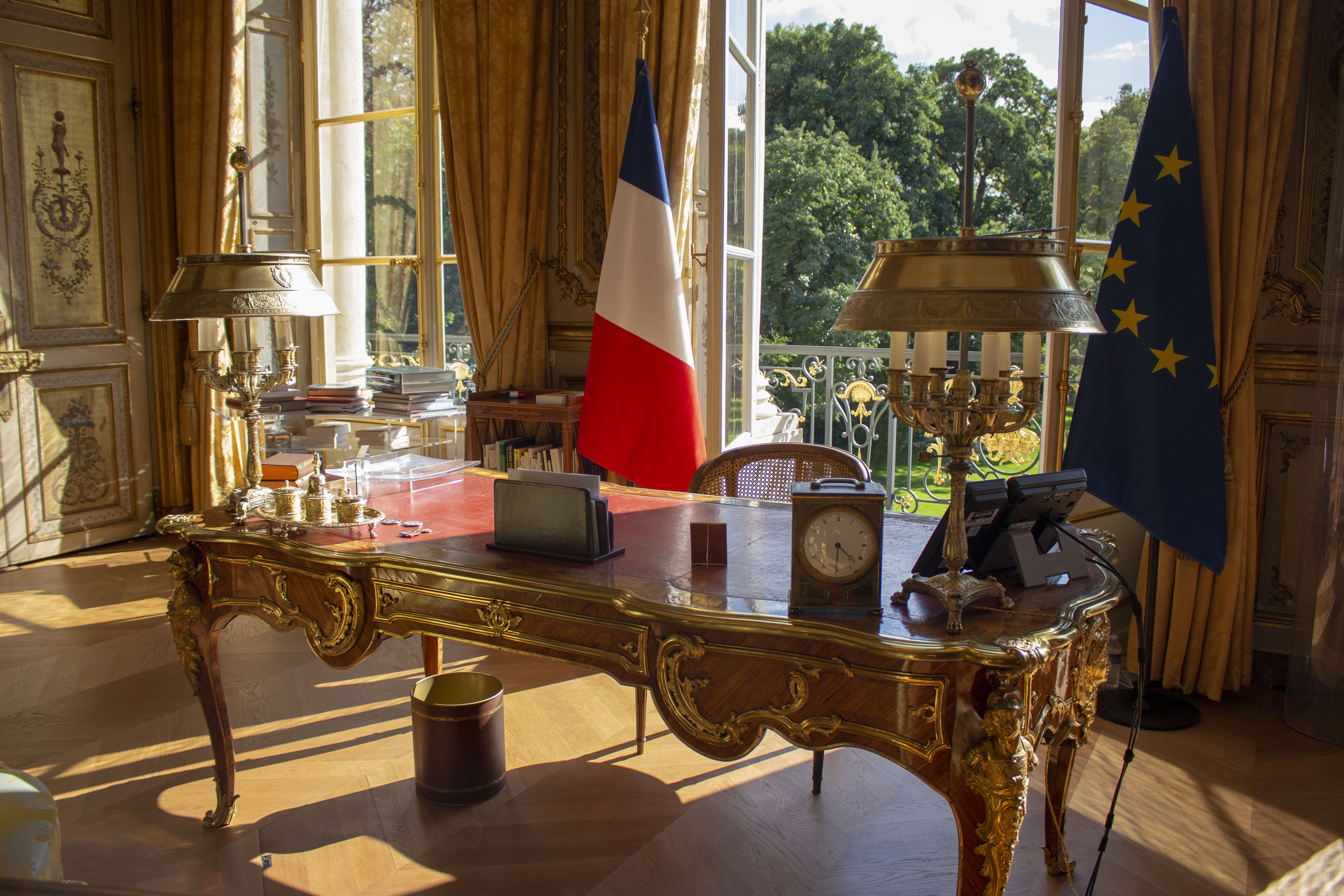
Le salon doré, longtemps bureau du président de la République (en septembre 2017).

#### Présidence d'Emmanuel Macron
Emmanuel Macron délaisse à nouveau le Salon doré au profit de la « chambre de la Reine ». Il continue toutefois d'y recevoir des hôtes de marque et déplace le bureau sous les fenêtres. Son portrait officiel y a été réalisé. Le salon Doré sert ainsi  de « bureau d'apparat » pour la photographie officielle du chef de l'État en 2017. Après la restauration de 2020, le Président a remplacé le bureau historique, utilisé depuis de Gaulle, par un bureau moderne de Thierry Lemaire,, placé à l'opposé des fenêtres.

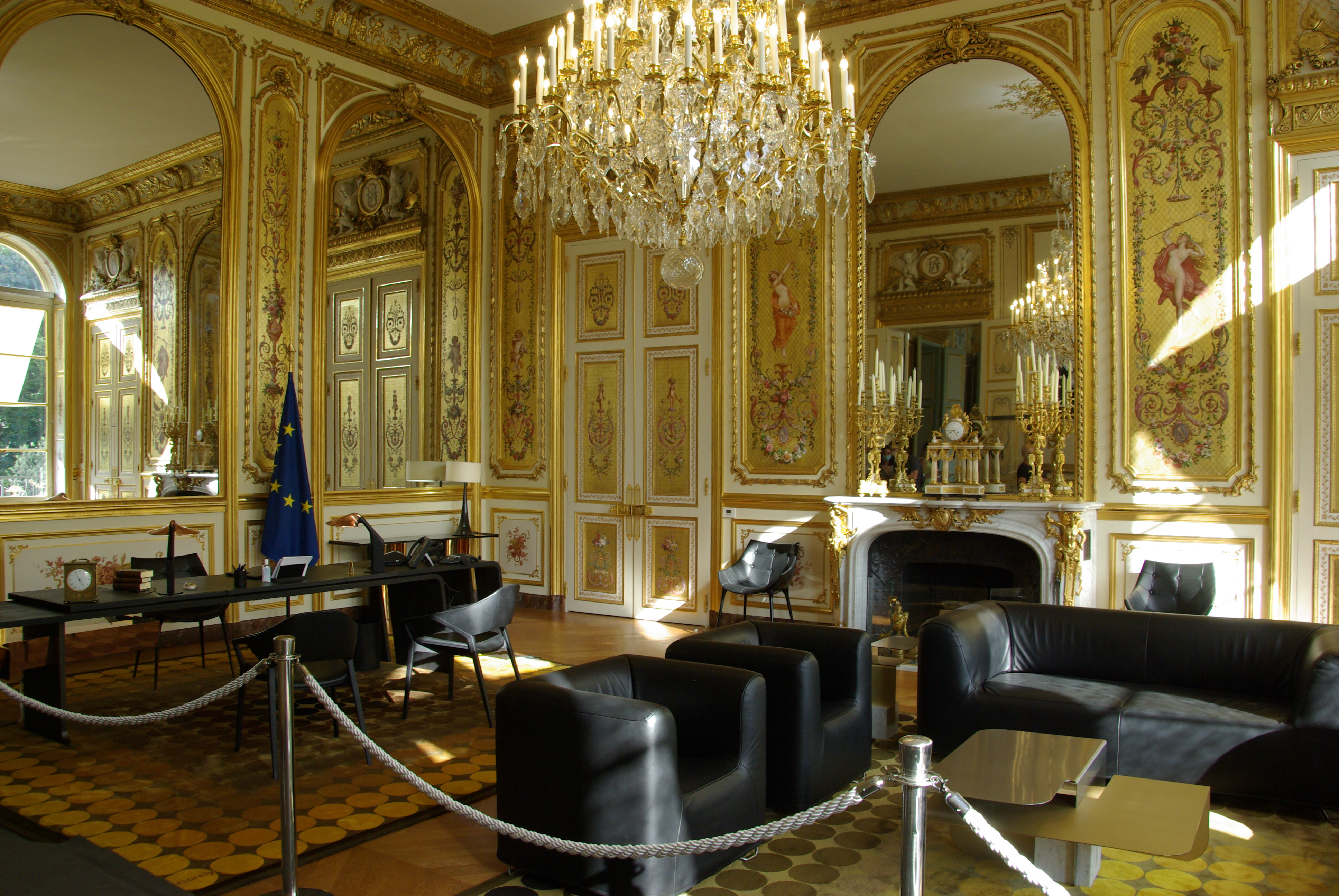
Salon dorée en 2020